# Вишневцы (Ивано-Франковская область)
Вишневцы (укр. Вишнівці) — село в Ланчинской поселковой общине Надворнянского района Ивано-Франковской области Украины.
Население по переписи 2024 года составляло 228 человек. Занимает площадь 8.263 км². Почтовый индекс — 78450. Телефонный код — 03475.